# الدرب (كحلان الشرف)

تعديل مصدري - تعديل

الدرب هي إحدى قرى عزلة بنى المهدى بمديرية كحلان الشرف التابعة لمحافظة حجة، بلغ تعداد سكانها 322 نسمة حسب تعداد اليمن لعام 2004.